# Halvblodshäst
Halvblodshästen är en av de fyra blodstyper som används för att kategorisera hästar. Halvblodshästar är en undergrupp ur typen varmblodshästar. De är något lugnare och stabilare än de vanliga varmbloden och är vanligtvis tävlingshästar av god kvalitet. Den traditionella förklaring på en halvblodshäst är varmblodshästar som har mer influens av kallblodshäst, eller mindre influens av fullblodshäst. 
I enstaka fall kan vissa raser ha både halvblod och varmblod inom samma ras. Svenskt varmblod och svenskt halvblod är ofta två olika namn på samma ras. Förvirrande nog kallas även den svenska travhästen för varmblod och den är en annan ras än det svenska halvblodet, som är en ridhästras av varmblodstyp.